# Wat is dromen
Wat is dromen is een single van de combinatie 3JS en Ellen ten Damme, die als gastzangeres op dit nummer optrad. Het is afkomstig van het 3JS-album Dromers en dwazen. De B-kant wordt gevormd door Linda Paloma en Helplessly hoping, beide van 3JS.

## Hitnoteringen

### Nederlandse Top 40
| Hitnotering: 02-10-2010 t/m 25-12-2010 | Hitnotering: 02-10-2010 t/m 25-12-2010 | Hitnotering: 02-10-2010 t/m 25-12-2010 | Hitnotering: 02-10-2010 t/m 25-12-2010 | Hitnotering: 02-10-2010 t/m 25-12-2010 | Hitnotering: 02-10-2010 t/m 25-12-2010 | Hitnotering: 02-10-2010 t/m 25-12-2010 | Hitnotering: 02-10-2010 t/m 25-12-2010 | Hitnotering: 02-10-2010 t/m 25-12-2010 | Hitnotering: 02-10-2010 t/m 25-12-2010 | Hitnotering: 02-10-2010 t/m 25-12-2010 | Hitnotering: 02-10-2010 t/m 25-12-2010 | Hitnotering: 02-10-2010 t/m 25-12-2010 | Hitnotering: 02-10-2010 t/m 25-12-2010 | Hitnotering: 02-10-2010 t/m 25-12-2010 |
| Week:                                  | 1                                      | 2                                      | 3                                      | 4                                      | 5                                      | 6                                      | 7                                      | 8                                      | 9                                      | 10                                     | 11                                     | 12                                     | 13                                     |                                        |
| -------------------------------------- | -------------------------------------- | -------------------------------------- | -------------------------------------- | -------------------------------------- | -------------------------------------- | -------------------------------------- | -------------------------------------- | -------------------------------------- | -------------------------------------- | -------------------------------------- | -------------------------------------- | -------------------------------------- | -------------------------------------- | -------------------------------------- |
| Positie:                               | 30                                     | 22                                     | 20                                     | 31                                     | 22                                     | 23                                     | 21                                     | 20                                     | 17                                     | 26                                     | 33                                     | 38                                     | 40                                     | uit                                    |

### NederlandseSingle Top 100
| Hitnotering: 18-09-2010 t/m 26-02-2011 | Hitnotering: 18-09-2010 t/m 26-02-2011 | Hitnotering: 18-09-2010 t/m 26-02-2011 | Hitnotering: 18-09-2010 t/m 26-02-2011 | Hitnotering: 18-09-2010 t/m 26-02-2011 | Hitnotering: 18-09-2010 t/m 26-02-2011 | Hitnotering: 18-09-2010 t/m 26-02-2011 | Hitnotering: 18-09-2010 t/m 26-02-2011 | Hitnotering: 18-09-2010 t/m 26-02-2011 | Hitnotering: 18-09-2010 t/m 26-02-2011 | Hitnotering: 18-09-2010 t/m 26-02-2011 | Hitnotering: 18-09-2010 t/m 26-02-2011 | Hitnotering: 18-09-2010 t/m 26-02-2011 | Hitnotering: 18-09-2010 t/m 26-02-2011 |
| Week:                                  | 1                                      | 2                                      | 3                                      | 4                                      | 5                                      | 6                                      | 7                                      | 8                                      | 9                                      | 10                                     | 11                                     | 12                                     | 13                                     |
| -------------------------------------- | -------------------------------------- | -------------------------------------- | -------------------------------------- | -------------------------------------- | -------------------------------------- | -------------------------------------- | -------------------------------------- | -------------------------------------- | -------------------------------------- | -------------------------------------- | -------------------------------------- | -------------------------------------- | -------------------------------------- |
| Positie:                               | 1                                      | 2                                      | 17                                     | 20                                     | 29                                     | 37                                     | 21                                     | 34                                     | 35                                     | 40                                     | 43                                     | 35                                     | 46                                     |
| Week:                                  | 14                                     | 15                                     | 16                                     | 17                                     | 18                                     | 19                                     | 20                                     | 21                                     | 22                                     | 23                                     | 24                                     |                                        |                                        |
| Positie:                               | 33                                     | 31                                     | 34                                     | 35                                     | 41                                     | 61                                     | 72                                     | 29                                     | 37                                     | 59                                     | 93                                     | uit                                    |                                        |

### NPO Radio 2 Top 2000
| Nummer met noteringen in de NPO Radio 2 Top 2000 | '10 | '11 | '12 | '13  | '14  | '15  |
| ------------------------------------------------ | --- | --- | --- | ---- | ---- | ---- |
| Wat is dromen                                    | 357 | 155 | 781 | 1162 | 1285 | 1513 |

1. ↑  Een vetgedrukt getal geeft de hoogste notering aan.
2. ↑  2010 was het eerste jaar met een notering voor dit nummer.
3. ↑  Deze tabel is bijgewerkt tot en met de laatste editie (2024).